# 伏見宮貞清親王
伏見宮貞清親王（1596年—1654年8月16日／慶長元年－承應三年七月初四）是江戶時代初期的皇族。伏見宮第10代當主。伏見宮第9代當主邦房親王的長子，親王妃為前田利長養女先勝院（宇喜多秀家女）。
慶長四年（1599年）十二月二十一日成為後陽成院（後陽成天皇）的養子，慶長十年（1605年）接受元服及親王宣下。
貞清親王的子女分別有邦尚親王、邦道親王、貞致親王、重慶親王、顯子女王（德川家綱室）、照子女王（德川光貞室）、梅子女王（久我廣通室）等。
承應三年（1654年）去世，法號後妙莊嚴院。